# (5505) Rundetaarn
(5505) Rundetaarn es un asteroide perteneciente al cinturón de asteroides descubierto el 6 de noviembre de 1986 por Poul Jensen desde el Observatorio Brorfelde, Holbæk, Dinamarca.

## Designación y nombre
Designado provisionalmente como 1986 VD1. Fue nombrado Rundetaarn en homenaje al observatorio astronómico construido en el corazón de Copenhague entre 1637 hasta 1642 por el rey Christian IV. Su exclusiva escalera de caracol interior permite subir hasta la cima.

## Características orbitales
Rundetaarn está situado a una distancia media del Sol de 2,877 ua, pudiendo alejarse hasta 3,287 ua y acercarse hasta 2,467 ua. Su excentricidad es 0,142 y la inclinación orbital 11,01 grados. Emplea 1782,56 días en completar una órbita alrededor del Sol.

## Características físicas
La magnitud absoluta de Rundetaarn es 12,1. Tiene 22,042 km de diámetro y su albedo se estima en 0,049. 